# Palmas (Paraná)
Palmas é um município brasileiro localizado no sul do estado do Paraná. Sua população em 2024, segundo estimativas do IBGE, era de 49.981 habitantes. Está a uma distância de 374 km da capital estadual Curitiba.

## História
Habitada por milhares de anos pelos índios caingangues, que a chamavam de Kreie-bang-rê, a região de Palmas foi ocupada por fazendeiros brasileiros em 1839, dando início à atual cidade de Palmas.
A região dos Campos de Palmas, foi explorada pela primeira vez na década de 1720, pelo bandeirante curitibano Zacarias Dias Côrtes. Durante os anos de 1836 a 1839, os primeiros pioneiros da cidade se instalaram na região. Em 1855 foi elevada a condição de freguesia, e foi construída uma estrada que ligava Palmas a Guarapuava. A emancipação política do município, desmembrado de Guarapuava, ocorreu em 14 de abril de 1879.

## Geografia
Localiza-se a uma latitude 26º29'03" sul e a uma longitude 51º59'26" oeste (Praça Central), com altitudes variando no município entre 950 e 1 370 m e, na sede urbana, entre 1 030 (bairro do Rocio) e 1 158 m (bairro Alto da Glória) e o distrito mais elevado do PR, Horizonte com 1338 m (e nas proximidades, 1370 m, ponto culminante). A altitude média da cidade é de 1 115 m.
Sua população, conforme estimativas do IBGE de 2024, era de 49 891 habitantes.

### Subdivisões
Compõem o município três distritos: Palmas (sede), Francisco Frederico Teixeira Guimarães e Padre Ponciano.